# Hyalinobatrachium yaku
Hyalinobatrachium yaku és una espècie de centrolènid que viu a l'Equador. Una característica notable és que el teu cor i la seva pell són transparents.